# 図子英雄
図子 英雄（ずし ひでお、1933年3月21日 - 2016年6月26日）は、日本の小説家・詩人。

## 経歴
愛媛県西条市生まれ。大分大学経済学部卒。愛媛新聞に入社。論説副委員長などを歴任する。1987年「カワセミ」で新潮新人賞受賞、芥川賞候補。1992年退職。同人誌「原点」を主宰。「えひめ文化図書賞」の選考委員などを務める。

## 著書
- 『呼び声』 詩集 原点社 1973.8
- 『地中の滝』 詩集 花神社 1981.8
- 『カワセミ』 新潮社 1989.8
- 『阿蘇夢幻』 詩集 創風社出版 1990.11
- 『母の碑』 新潮社 1992.1
- 『フクロウ日記』 邑書林 1999.1
- 『二つのピエタ』 詩集 青葉図書 2000.5
- 『愛媛の文学  明治から平成への道のり』 愛媛県文化振興財団 2001（えひめブックス）
- 『海をわたる月』 創風社出版 2003.11
- 『静臥の枕』 詩集 青葉図書 2005.9

| スタブアイコン | サブスタブ | この項目は、まだ閲覧者の調べものの参照としては役立たない、文人（小説家・詩人・歌人・俳人・作詞家・作家・放送作家・随筆家（コラムニスト）・文芸評論家）に関連した書きかけの項目です。この項目を加筆・訂正などしてくださる協力者を求めています（P:文学/PJ:作家）。 |